# Német zsoldosok az amerikai függetlenségi háborúban

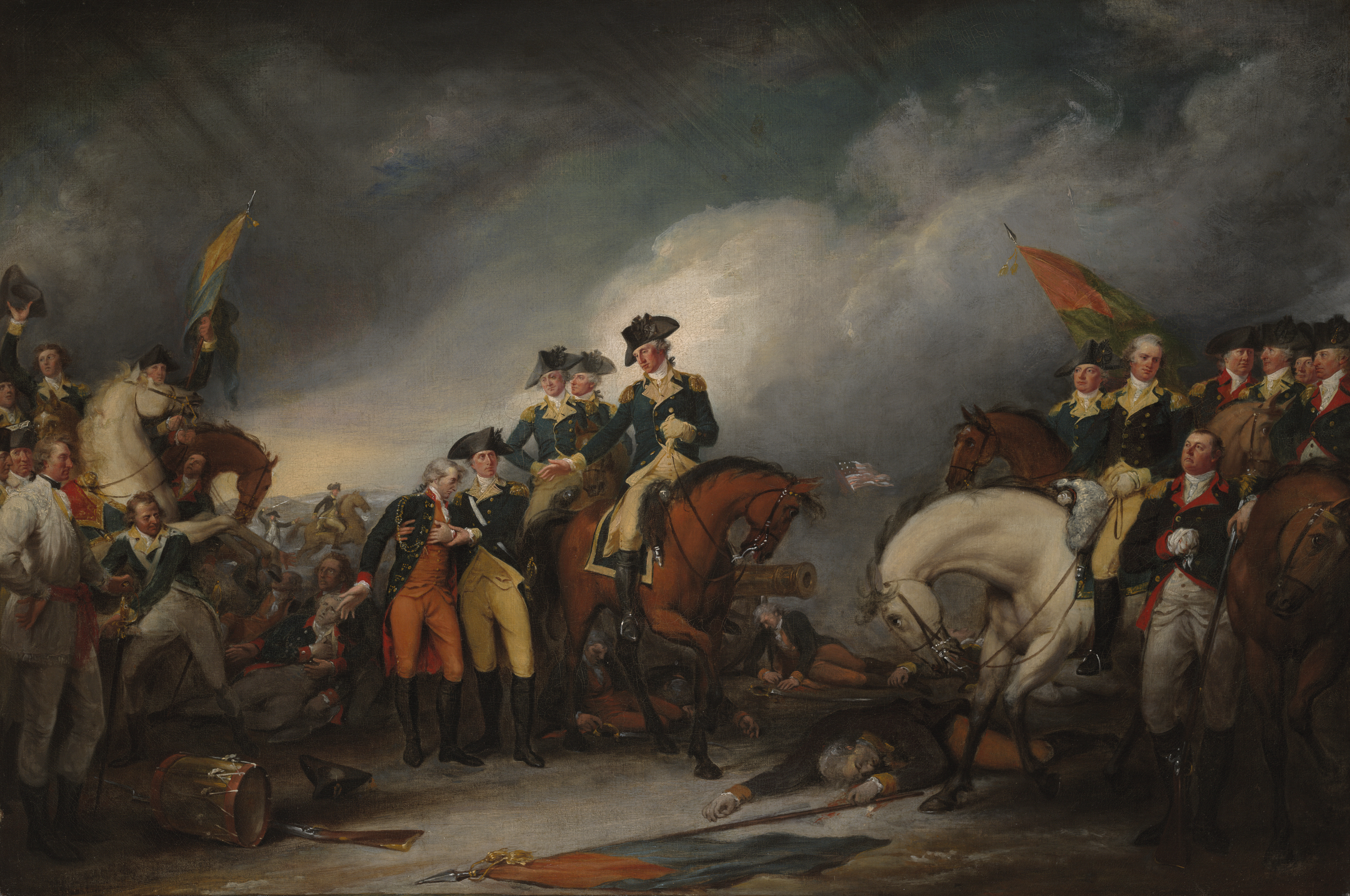
A német zsoldosok tisztjei kapitulálnak George Washington előtt az 1776-os trentoni ütközet után.

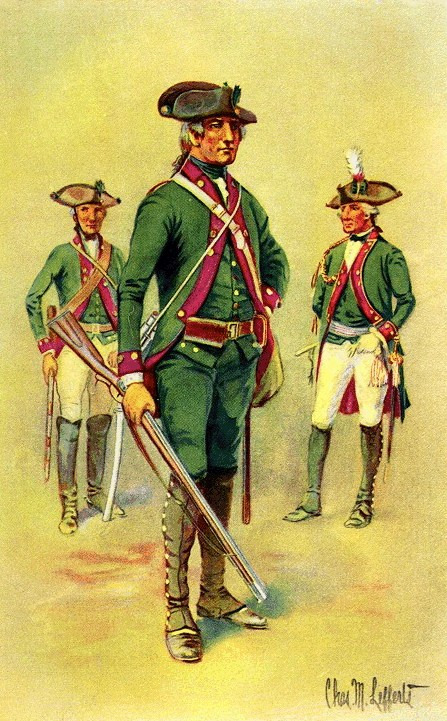
Rajz a hesseni vadászzászlóalj katonáiról (1910 körül).

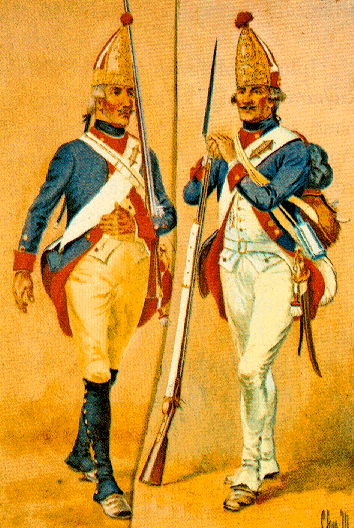
Hesseni gránátosok.

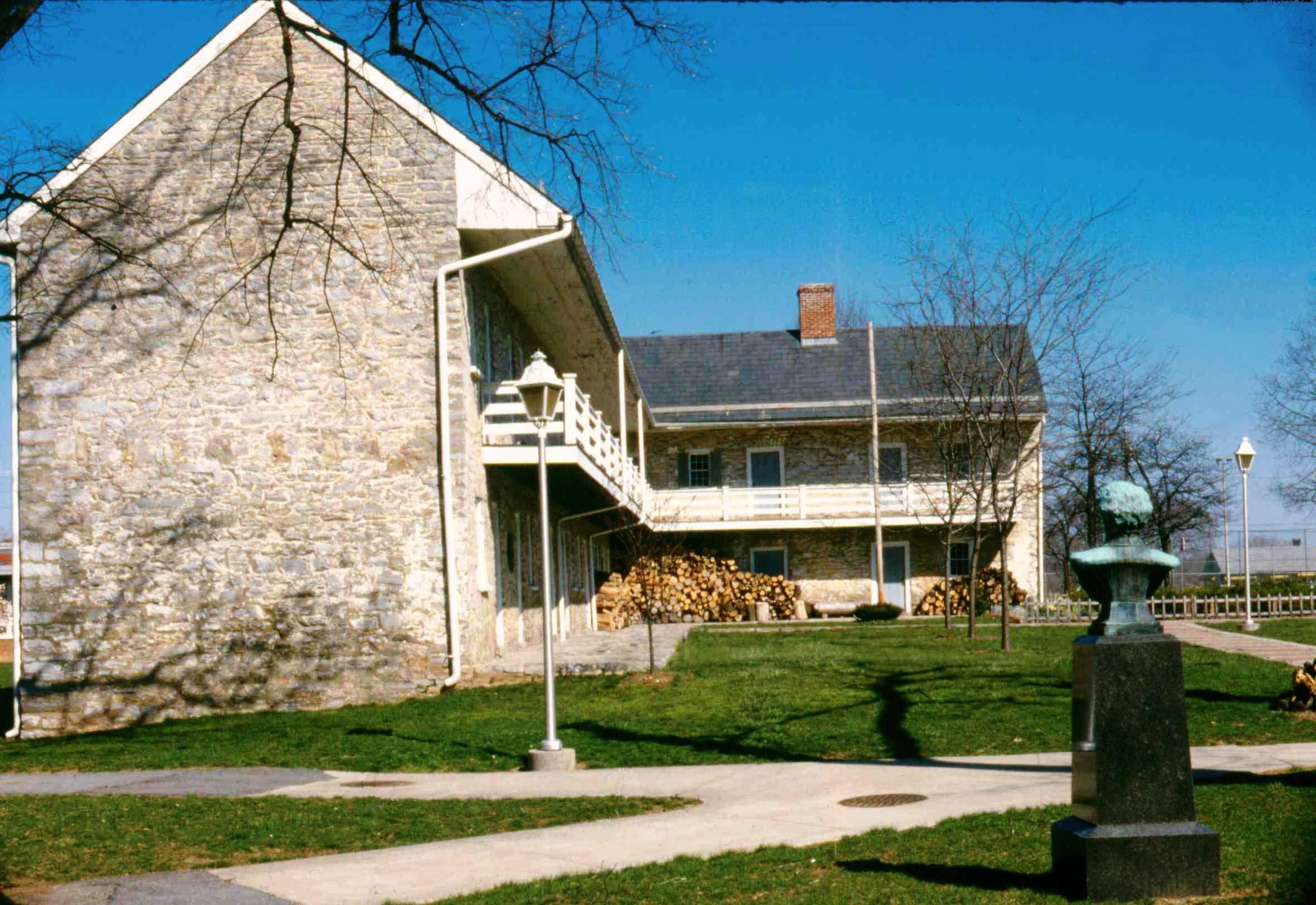
A hesseni zsoldosok 1777-ben épült egykori laktanyája Marylandben.

Az amerikai függetlenségi háborúban a britek oldalán harcoló német zsoldosokat az amerikai közfelfogás egységesen hesseniek-nek (angolul: Hessians) hívja, a valóságban viszont nem volt minden, a brit királyi hadseregben szolgáló német hesseni illetőségű.
Igaz viszont, hogy a német zsoldosok 65%-a származott Hessen-Kassel és Hessen-Hanau német államokból. Jogi értelemben az egységek nem zsoldosok, hanem hazájuk uralkodói által felajánlott segédcsapatok voltak. Azonban a brit hadipénztár finanszírozta ellátásukat és a német katonák az angoloktól kaptak rendszeres zsoldot, így országaiknak nem kellett hozzájárulni a távoli kontinensen zajló háború költségeihez. Az amúgy szegény német hercegségek, ahonnét ezek a katonák származtak, jól is jártak az amerikai háborúval, mivel a katonai erő biztosításáért cserébe jelentős pénzeket fizetett számukra a brit kormány.
A háború alatt a brit hadseregben a 45 ezer angol nemzetiségű katonán túl 30 ezer német zsoldos is harcolt az amerikaiak ellen.
A németek önálló egységekben, saját egyenruhában, saját tisztjeik parancsnoksága alatt harcoltak amerikai földön, így kvázi háborús résztvevők voltak. Az angol hadvezetés nagyra értékelte harckészségüket és megbízhatóságukat. Ugyanakkor jelenlétük az amerikai forradalmárokat is nagymértékben tüzelte, s harcukat teljesen jogosnak ítélték, minthogy a brit anyaország idegen csapatokat vetett be ellenük. Az Amerikai Egyesült Államok függetlenségi nyilatkozatában is a gyarmatok kiemelt sérelmeként hozzák fel az okmány megalkotói, hogy Anglia német zsoldosokat állomásoztat a földjükön, ezt pedig jogi alapnak tekintik önállóságuk kivívását elérni szándékozó háborújuk számára.

## Előzmények
Az angol királyi hadseregben már régóta alkalmaztak német zsoldosokat és segédcsapatokat. Még Indiában is harcoltak brit zászló alatt német katonai egységek, például az amerikai függetlenségi háború után a Maiszúri Királyságban, Tipu szultán ellen.
A hesseni hercegségek a 18. században igyekeztek profitálni abból, hogy katonaságukat más államoknak ajánlották fel háborúkban, míg ők hivatalosan semlegesek maradtak. A spanyol örökösödési háborúban Savoyai Jenő hadseregében egy 10 ezer fős hesseni hadtest szolgált, előbb 1706-ban és 1707-ben Itáliában, majd 1708-ban Spanyolországban. A nagy északi háború idején Svédország 1714-ben 6000 hesseni hivatásos katonát fogadott fel az Oroszország elleni harcra. Angliában 1715-ben az első jakobita felkelés ellen vetettek be 12 ezer német katonát. Az osztrák örökösödési háborúban szintén brit zászló alatt Flandria területén harcolt 6000 hesseni és további 6000 hesseni a bajor hadseregben Ausztria ellen, mely paradox helyzetnek tekinthető, hiszen e konfliktusban Ausztria és Anglia egyoldalon álltak Franciaországgal és Bajorországgal szemben.
A módszer nem volt idegen más államoktól sem. Dánia is biztosított ily módon katonaságot pl. a Habsburg Birodalomnak. Dán katonák harcoltak Magyarországon a kurucok és II. Rákóczi Ferenc ellen a Rákóczi-szabadságharc szinte valamennyi esztendejében, s rajtuk kívül az osztrák hadvezetés porosz és bádeni egységeket is alkalmazott.
A német hercegségek hadi biznisze fejlesztette országaikban a textil- és fegyveripart. Az egységeket sorköteles, 16 és 30 év közötti férfiakból töltötték fel, de erőszakos sorozás útján csavargókat, egyszerű vándorokat, sőt közönséges bűnözőket is hadrendbe állítottak (nem egy közülük nem is volt helybeli).
A németek katonák angol szolgálatba való vételéhez hozzájárult az is, hogy Anglia trónján ebben az időben a német Hannover-ház ült.
Amikor az amerikai gyarmatok fellázadtak a britek ellen, az angol parlamentben egyből felvetődött, hogy külföldi katonaságot is igénybe vennének a lázadó gyarmatok leverésére, mivel kezdetben még nem volt elegendő számú hadseregük. Továbbá az óceánon történő áthajózás is időigényes volt, miközben az egységeket is fel kellett állítani, legénységüket pedig ki kellett képezni.
Szóba került több állam (így Poroszország is), de nem mindegyikük volt kész katonaságot biztosítani. Egyes német államok, mint Hannover az angol királlyal való rokoni kapcsolatok miatt ajánlottak fel harcoló alakulatokat. Majdnem 17 ezer német katona állt brit szolgálatba Hesse-Kasselből, emiatt is lett a német zsoldosok általános megnevezése hesseni az Egyesült Államokban. Hessen-Hannau 2400 katonát biztosított. Waldeck-Pyrmont 1200, Ansbach-Bayreuth hercegsége 2300, Braunschweig-Lüneburg 4300, míg Anhalt-Zerbst 1100 katonával vett részt.

## A német egységek összetétele
A német zsoldosok egyenlő bérezésben részesültek az angol katonákkal. Külön egységeket alkottak az angol hadseregben, saját zászlóik alatt vonultak és a tisztek német nyelvű parancsokat osztottak ki a számukra. Az egységek gyalogos-, gránátos- és vadászzászlóaljakra, valamint lovasságra oszlottak. A gyalogság mesterlövész-, muskétás és puskás egységekre tagolódott. Rendelkeztek saját, igaz kisebb hatótávolságú tüzérséggel is. A vadászzászlóaljak saját, német gyártású puskát, a rövidcsövű Büchsé-t alkalmazták, amely erdei ütközeteknél kiváló fegyvernek bizonyult. Kezdetben az ezredek átlagos létszáma 500-600 fő körül volt, később a veszteségek miatt az előírt létszámot 300-400 főben szabta meg a hadvezetés, melynek oka az volt, hogy a veszteségeket nehezen tudták pótolni.
Az első német csapatok 1776. augusztus 15-én szálltak partra Staten Islandon, New York mellett. Alig több mint tíz nap múlva a long island-i csatában legyőzték az amerikaiakat és elfoglalták New Yorkot. Ugyanez év december 26-án viszont George Washington a new jersey-i Trentonnál súlyos vereséget mért a hesse-kasseli seregre, mely ütközetben elesett a parancsnokuk, a többszörös veterán Johann Gottlieb Rall ezredes.

## A németek viszonya az angolokkal és az amerikaiakkal
A háború szinte minden nagyobb ütközetében harcoltak németek. A győzelmek mellett azonban nem egyszer szenvedtek a trentonihoz hasonló, vagy épp azt meghaladó vereséget. Az angol felettesekkel sem volt minden esetben jó a kapcsolata a német katonáknak, sőt nem voltak ritkák a németek és angolok közti etnikai alapú konfliktusok. William Howe tábornok seregében is csak úgy tudott javulni az effajta helyzet, amikor a német katonák idővel szert tettek bizonyos fokú angol nyelvtudásra.
Konfliktusra adott okot még, hogy a németek felszólaltak olyan amerikai hadifoglyok kivégzése ellen, akik maguk is német nemzetiségűek voltak. Még jó néhány amerikai rokonszenvét is elnyerték azzal, hogy többségük nem akart részt venni fosztogatásokban, mint a britek. Ez jelentősen megváltoztatta a róluk kialakult képet is, mivel eleinte Washington is kegyetlen, zsákmányra éhes bérencként tekintett rájuk. Az amerikai vezetők próbálták ezért átállásra bírni a német zsoldosokat, hivatkozva arra, hogy köztük is vannak németek, s az amerikai németek közössége virágzó, továbbá még földet is kínáltak nekik segítség esetén.
Nem egy német zsoldos állt át amerikai oldalra, viszont ha brit fogságba estek, abban az esetben mint árulókra, halál várt. Az amerikaiak a legtöbb elfogott németet a pennsylvaniai Lancasterben őrizték, ahol népes német közösség is volt. A német foglyokkal jól bántak, ezért számos hadifogoly a háború végeztével telepesként Amerikában maradt. Ugyanitt angol katonákat is tartottak fogva, akik viszont igen rossz bánásmódban részesültek.

## A háború után
Az amerikai függetlenségi háborúban 7700 német nemzetiségű halt meg a brit hadsereg oldalán harcolva. Mindössze 17 ezer német tért vissza csak Európába. Körülbelül ötezer egykori zsoldos maradt továbbra is Amerikában, s részben az Egyesült Államokban, részben pedig a brit fennhatóságú Kanadában telepedtek meg.